# Dembo Sylla
Dembo Sylla (Laval, Francia, 10 de noviembre de 2002) es un futbolista guineano. Juega de defensa y su equipo es el Red Star F. C. de la Ligue 2. Es internacional absoluto por la selección de Guinea desde 2023.

## Trayectoria
Nacido en Laval, se formó en las inferiores del club de la ciudad, el Stade Lavallois. Debutó con el primer equipo del club el 27 de agosto de 2022 ante el Nîmes Olympique en la Ligue 2.
De cara a la temporada 2023-24, firmó con el F. C. Lorient. En el primer tramo de la campaña solo jugó dos partidos, uno de ellos en la Ligue 1, por lo que la terminó a préstamo en el Rodez AF. La siguiente se marchó a Bélgica una vez fue cedido al F. C. V. Dender E. H. en el mes de agosto. Acumuló una tercera cesión en julio de 2025, esta vez al Red Star F. C.

## Selección nacional
Nacido en Francia de padres guinenanos, debutó con la selección de Guinea el 27 de marzo de 2023 ante Etiopía.

## Estadísticas
Actualizado al último partido disputado el 17 de mayo de 2025.
| Club                            | Div.          | Temporada     | Liga  | Liga  | Copas nacionales | Copas nacionales | Copas internacionales | Copas internacionales | Total | Total |
| Club                            | Div.          | Temporada     | Part. | Goles | Part.            | Goles            | Part.                 | Goles                 | Part. | Goles |
| ------------------------------- | ------------- | ------------- | ----- | ----- | ---------------- | ---------------- | --------------------- | --------------------- | ----- | ----- |
| Stade Lavallois Francia         | 2.ª           | 2022-23       | 30    | 0     | 1                | 0                | —                     | —                     | 31    | 0     |
| Stade Lavallois Francia         | Total club    | Total club    | 30    | 0     | 1                | 0                | 0                     | 0                     | 31    | 0     |
| F. C. Lorient Francia           | 1.ª           | 2023-24       | 1     | 0     | 1                | 0                | —                     | —                     | 2     | 0     |
| F. C. Lorient Francia           | Total club    | Total club    | 1     | 0     | 1                | 0                | 0                     | 0                     | 2     | 0     |
| Rodez AF Francia                | 2.ª           | 2023-24       | 17    | 0     | —                | —                | —                     | —                     | 17    | 0     |
| Rodez AF Francia                | Total club    | Total club    | 17    | 0     | 0                | 0                | 0                     | 0                     | 17    | 0     |
| F. C. V. Dender E. H. · Bélgica | 1.ª           | 2024-25       | 19    | 0     | 1                | 0                | —                     | —                     | 20    | 0     |
| F. C. V. Dender E. H. · Bélgica | Total club    | Total club    | 19    | 0     | 1                | 0                | 0                     | 0                     | 20    | 0     |
| Red Star F. C. Francia          | 2.ª           | 2025-26       | 0     | 0     | 0                | 0                | —                     | —                     | 0     | 0     |
| Red Star F. C. Francia          | Total club    | Total club    | 0     | 0     | 0                | 0                | 0                     | 0                     | 0     | 0     |
| Total carrera                   | Total carrera | Total carrera | 67    | 0     | 3                | 0                | 0                     | 0                     | 70    | 0     |

## Vida personal
Su hermana Sounkamba Sylla es atleta.